# Nekrolog 1761
Nekrolog
◄◄
| ◄
| 1757
| 1758
| 1759
| 1760
| 1761 | 1762 | 1763 | 1764 | 1765 | ► | ►►
Weitere Ereignisse | Allgemeiner Nekrolog 1761
Die Beschreibung der verstorbenen Person sollte so kurz wie möglich gehalten sein und nur deren signifikante Tätigkeit(en) enthalten.
Neue Namen ggf. auch unter dem Geburts- und Sterbedatum, also etwa unter 1. Januar und im Geburts- und Sterbejahr (2024) eintragen (nur bei entsprechender großer Wichtigkeit). Für Beispiele siehe die schon vorhandenen Artikel.
Außerdem über die fünf zuletzt Verstorbenen, zu denen es einen ausreichend guten Artikel für eine Präsentation auf der Hauptseite gibt, nach der todesbedingten Überarbeitung der Artikel ggf. auch unter Wikipedia Diskussion:Hauptseite informieren und sie am besten auch in den anderen Wikipedia-Sprachversionen eintragen. Tipp: Regelmäßig bei news.google.de nach „ist tot“, „gestorben“ oder „verstorben“ suchen.
Wenn eine Person gestorben ist, gibt es viele Seiten zu dieser Person in der Wikipedia, die davon auch betroffen sind und entsprechend aktualisiert werden müssen. Beispiele: Namenübersichtsseite, Geburtsjahr, Geburtsort-Seiten und viele mehr.
Wie finde ich die betroffenen Seiten?
Im Suchfeld auf der linken Seite gibt man den Suchbegriff so ein: „Vorname Nachname“. Dann klickt man auf Volltext und alle Seiten mit entsprechendem Suchtext werden aufgerufen. Hier sieht man dann schnell, wo auch das Todesjahr Sinn macht oder sogar ein Teil des Artikels angepasst werden muss. Auch hilft das „Werkzeug“ auf der linken Seite sehr gut, um solche Seiten aufzufinden: „Links auf diese Seite“. Somit ist die Wikipedia wieder aktuell in allen Bereichen! Hinweis: bei Eintragung der Kategorie „Gestorben JAHR“ wird der Missbrauchsfilter 49 ausgelöst, was jedoch nicht schlimm ist. Siehe: Spezial:Missbrauchsfilter/49
Dies ist eine Liste von im Jahr 1761 verstorbenen bekannten Persönlichkeiten. Die Einträge erfolgen innerhalb der einzelnen Daten alphabetisch sortiert. Tiere sind im Nekrolog für Tiere zu finden.

## Januar
| Tag        | Name                                        | Beruf, bekannt als                                                                          | Alter | Beleg |
| ---------- | ------------------------------------------- | ------------------------------------------------------------------------------------------- | ----- | ----- |
| 3. Januar  | Willem de Fesch                             | niederländischer Violinist und Komponist                                                    | 73    |       |
| 4. Januar  | Stephen Hales                               | englischer Physiologe und Physiker                                                          |       |       |
| 10. Januar | Edward Boscawen                             | britischer Admiral                                                                          | 49    |       |
| 12. Januar | Abraham von Humbert                         | deutscher Mathematiker, Geograph, Ingenieur und Preußischer Major hugenottischer Abstammung |       |       |
| 13. Januar | Franz Christoph Janneck                     | österreichischer Maler                                                                      | 57    |       |
| 13. Januar | Joseph Giry de Saint-Cyr                    | französischer römisch-katholischer Geistlicher und Mitglied der Académie française          | 61    |       |
| 16. Januar | Antonín Jiránek                             | tschechischer Komponist                                                                     |       |       |
| 18. Januar | Karl Joseph von Österreich                  | Erzherzog von Österreich                                                                    | 15    |       |
| 19. Januar | Charlotte Aglaé d’Orléans                   | Prinzessin von Frankreich und durch ihre Ehe Herzogin von Modena                            | 60    |       |
| 26. Januar | Charles Louis Auguste Fouquet de Belle-Isle | französischer General, Marschall von Frankreich                                             | 76    |       |
| 28. Januar | Francesco Feo                               | italienischer Komponist                                                                     |       |       |
| 30. Januar | Ludwig von Zastrow                          | kurfürstlich braunschweig-lüneburgischer General der Infanterie und Kommandeur von Stade    |       |       |
| 31. Januar | Heinrich Joseph Dietrich von Daun           | k.k. Feldmarschall                                                                          | 82    |       |

## Februar
| Tag         | Name                                              | Beruf, bekannt als | Alter | Beleg |
| ----------- | ------------------------------------------------- | --- | ----- | ----- |
| 1. Februar  | Pierre François Xavier de Charlevoix              | französischer Jesuit, Reisender und Historiker                                                                           | 78    |       |
| 2. Februar  | Franz Anton Leopold Ponz Freiherr von Engelshofen | Kommandierender General des Temescher Banats                                                                             | 68    |       |
| 6. Februar  | Clemens August von Bayern                         | Erzbischof von Köln, Bischof von Regensburg, Hildesheim, Münster, Paderborn, Osnabrück, Hochmeister des Deutschen Ordens | 60    |       |
| 7. Februar  | Balthasar Wüst                                    | deutscher Ordensgeistlicher, Kirchenmusiker und Komponist                                                                | 41    |       |
| 11. Februar | Friedrich Christoph Steinhofer                    | württembergischer Theologe                                                                                               | 55    |       |
| 13. Februar | Justin Gerhard Duising                            | deutscher Mediziner und Hochschullehrer                                                                                  | 55    |       |
| 14. Februar | Franz van Oudendorp                               | niederländischer klassischer Philologe                                                                                   | 64    |       |
| 14. Februar | Heinrich Albrecht von Köller                      | preußischer Major |       |       |
| 15. Februar | Carlo Cecere                                      | italienischer Komponist                                                                                                  | 54    |       |
| 16. Februar | Christian Ulrich Stoltenberg                      | deutscher Jurist und Ratsherr der Hansestadt Lübeck                                                                      |       |       |
| 16. Februar | Hyacinthe Collin de Vermont                       | französischer Maler des Rokoko                                                                                           | 68    |       |
| 17. Februar | Simon Carl Stanley                                | dänischer Bildhauer britischer Abstammung                                                                                | 57    |       |
| 19. Februar | Carl Urban Chanclos de Rets-Brisuila              | kaiserlicher Feldmarschall, niederländischer General                                                                     | 74    |       |
| 23. Februar | Johann Anton Tillier                              | Schweizer Politiker |       |       |
| 24. Februar | Johann Ernst Wilhelm von Nesselrodt               | Eisenachischer Landeshauptmann                                                                                           |       |       |
| 24. Februar | Friedrich Wilhelm                                 | Erster Fürst zu Solms-Braunfels                                                                                          | 65    |       |
| 25. Februar | Joseph-François-Edouard de Corsembleu de Desmahis | französischer Dramatiker, Enzyklopädist und Literat                                                                      | 37    |       |
| Februar     | Beau Nash                                         | britischer Dandy | 86    |       |

## März
| Tag      | Name                      | Beruf, bekannt als                                                             | Alter | Beleg |
| -------- | ------------------------- | ------------------------------------------------------------------------------ | ----- | ----- |
| 3. März  | Jean Jodin                | französischer Uhrmacher, Autor und Enzyklopädist                               | 47    |       |
| 4. März  | Meyer Löw Schomberg       | deutsch-jüdischer Arzt                                                         |       |       |
| 8. März  | Johann Friedrich Carstens | deutscher Rechtswissenschaftler und Bürgermeister der Hansestadt Lübeck        | 64    |       |
| 16. März | Helmuth von Plessen       | königlich polnischer und kurfürstlich sächsischer Geheimrat und Staatsminister | 61    |       |
| 19. März | Johann Rudolf Gruner      | Schweizer Pfarrer, Sammler und Chronist                                        | 80    |       |
| 21. März | Pierre Fauchard           | französischer Zahnarzt                                                         | 83    |       |
| 22. März | Georg Litzel              | protestantischer Pastor, Kirchenliedforscher und Sprachgelehrter               | 66    |       |
| 25. März | Salomon Kleiner           | deutsch-österreichischer Architekturzeichner und -stecher                      | 61    |       |
| 26. März | Heinrich Nettelbladt      | deutscher Jurist und Rostocker Bürgermeister                                   | 46    |       |

## April
| Tag       | Name                                  | Beruf, bekannt als                                     | Alter | Beleg |
| --------- | ------------------------------------- | ------------------------------------------------------ | ----- | ----- |
| 7. April  | Thomas Bayes                          | englischer Mathematiker                                |       |       |
| 15. April | Archibald Campbell, 3. Duke of Argyll | schottischer Aristokrat, Richter, Politiker und Soldat | 78    |       |
| 17. April | José Torrubia                         | spanischer Franziskaner und Naturforscher              |       |       |
| 28. April | Ulrich Moller                         | deutscher Kaufmann und Politiker                       | 71    |       |
| April     | François-Étienne Blanchet             | französischer Cembalobauer                             |       |       |

## Mai
| Tag     | Name                                     | Beruf, bekannt als                                                                             | Alter | Beleg |
| ------- | ---------------------------------------- | ---------------------------------------------------------------------------------------------- | ----- | ----- |
| 1. Mai  | August Friedrich Müller                  | deutscher Rechtswissenschaftler und Logiker                                                    | 76    |       |
| 1. Mai  | Leopold Friedrich Ludwig von Wietersheim | preußischer Generalmajor und zuletzt Chef des Infanterie-Regiments Nr.S56                      | 60    |       |
| 6. Mai  | Donato Felice d’Allio                    | österreichischer Architekt des Barock                                                          | 83    |       |
| 10. Mai | Richard Edgcumbe, 2. Baron Edgcumbe      | britischer Adliger und Politiker                                                               | 44    |       |
| 10. Mai | Michael Richey                           | deutscher Gelehrter                                                                            | 82    |       |
| 12. Mai | Johann Christian Köhler                  | Frankfurter Orgelbauer                                                                         | 46    |       |
| 12. Mai | Ludwig Karl von Lameth                   | französischer Adeliger und Feldmarschall                                                       | 37    |       |
| 13. Mai | Wilhelm                                  | Landgraf von Hessen-Philippsthal-Barchfeld                                                     | 69    |       |
| 14. Mai | Thomas Simpson                           | englischer Mathematiker                                                                        | 50    |       |
| 16. Mai | Friedrich Maximilian von Günderrode      | deutscher Jurist und Politiker                                                                 | 76    |       |
| 16. Mai | Girolamo Tartarotti                      | österreichischer, italienischer Historiker und Theologe                                        | 55    |       |
| 20. Mai | Sebastian Anton Homfeld                  | deutscher Jurist, preußischer Direktorialrat und preußischer Kanzler Ostfrieslands (1744–1749) | 72    |       |
| 21. Mai | Johann Jacob Mascov                      | sächsischer Jurist                                                                             | 71    |       |
| 27. Mai | Dominikus Moling                         | ladinischer Barockbildhauer                                                                    |       |       |
| 31. Mai | Wladimir Petrowitsch Dolgorukow          | russischer Generalleutnant, Gouverneur in Est- und Livland                                     |       |       |
| 000Mai  | Josef Anton Hops                         | deutscher Bildhauer und Maler                                                                  | 40    |       |

## Juni
| Tag      | Name                                           | Beruf, bekannt als                                                                                    | Alter | Beleg |
| -------- | ---------------------------------------------- | --- | ----- | ----- |
| 1. Juni  | Jean Nicolas Jadot de Ville-Issey              | lothringischer Architekt                                                                              | 51    |       |
| 2. Juni  | Jonas Alströmer                                | schwedischer Landwirtschafts- und Industriepionier                                                    | 76    |       |
| 2. Juni  | Joseph Anton Gabaleon von Wackerbarth-Salmour  | sächsischer Kabinettsminister, Oberhofmeister und Gesandter                                           |       |       |
| 9. Juni  | Anastasius Falck                               | bayerischer Karmelit und Prior                                                                        | 55    |       |
| 10. Juni | Carl Gottfried von Billerbeck                  | preußischer Major                                                                                     |       |       |
| 10. Juni | Curt Alexander von Schönberg                   | kursächsischer Kammerherr und Oberberghauptmann                                                       | 58    |       |
| 12. Juni | Meinrad Spieß                                  | deutscher Komponist                                                                                   | 77    |       |
| 14. Juni | Johann Daniel Schumacher                       | Elsässer Bibliothekar und Akademiesekretär in Sankt Petersburg                                        | 71    |       |
| 16. Juni | Heinrich Johann Bülle                          | mecklenburgischer Hofbildhauer, dessen Werk durch die Formensprache des flämischen Barock geprägt ist |       |       |
| 22. Juni | Raniero d’Elci                                 | italienischer Kardinal                                                                                | 91    |       |
| 23. Juni | Balaji Baji Rao                                | Peshwa der Marathen                                                                                   | 40    |       |
| 26. Juni | Jacob Refael Cohen Belinfante                  | niederländischer Kantor und Illustrator                                                               |       |       |
| 28. Juni | Johannes Schmidt                               | österreichischer Bildhauer des Rokoko                                                                 |       |       |
| 29. Juni | Elisabeth Albertine von Sachsen-Hildburghausen | Herzogin zu Mecklenburg in Mecklenburg-Strelitz                                                       | 47    |       |
| 30. Juni | Friedrich Boerner                              | deutscher Mediziner                                                                                   | 38    |       |
| 30. Juni | Karl Christoph von der Goltz                   | preußischer Militär und Adliger                                                                       | 53    |       |

## Juli
| Tag      | Name                                  | Beruf, bekannt als                                                                   | Alter | Beleg |
| -------- | ------------------------------------- | ------------------------------------------------------------------------------------ | ----- | ----- |
| 1. Juli  | Wilhelm Remy                          | deutscher Kaufmann und Montanunternehmer                                             |       |       |
| 4. Juli  | Johann Philipp Fresenius              | lutherischer Theologe und Senior des Predigerministeriums zu Frankfurt am Main       | 55    |       |
| 4. Juli  | Samuel Richardson                     | englischer Schriftsteller                                                            | 71    |       |
| 5. Juli  | Domenico Silvio Passionei             | italienischer Kardinal                                                               | 78    |       |
| 5. Juli  | Hans Jakob Schulthess                 | Schweizer evangelischer Geistlicher und Pietist                                      | 70    |       |
| 6. Juli  | Christoph Wolle                       | deutscher Theologe                                                                   | 61    |       |
| 9. Juli  | Joseph Redlhamer                      | österreichischer Jesuit, römisch-katholischer Theologe und Philosoph                 | 47    |       |
| 10. Juli | George Clinton                        | britischer Marineoffizier und britischer Gouverneur der Provinz New York (1743–1753) |       |       |
| 13. Juli | Tokugawa Ieshige                      | Shōgun (1745–1760)                                                                   | 49    |       |
| 20. Juli | Karl Wilhelm von Ingenheim            | bayerischer Offizier, kaiserlicher Feldmarschall-Leutnant                            | 54    |       |
| 21. Juli | Archibald Douglas, 1. Duke of Douglas | schottischer Adliger                                                                 |       |       |
| 21. Juli | Louis Galloche                        | französischer Maler                                                                  | 90    |       |
| 24. Juli | Ludovico Gualtiero Gualtieri          | italienischer Geistlicher, päpstlicher Diplomat und Kardinal                         | 54    |       |
| 24. Juli | Hans von Massow                       | preußischer Generalleutnant                                                          | 75    |       |

## August
| Tag        | Name                                            | Beruf, bekannt als                                                    | Alter | Beleg |
| ---------- | ----------------------------------------------- | --------------------------------------------------------------------- | ----- | ----- |
| 3. August  | Wilhelm Bärensprung                             | Druckereibesitzer und Buchdrucker in Schwerin                         | 69    |       |
| 3. August  | Johann Matthias Gesner                          | Pädagoge, klassischer Philologe und Bibliothekar                      | 70    |       |
| 3. August  | Johann Friedrich Adolf von Hörde                | deutscher römisch-katholischer Bischof                                | 72    |       |
| 5. August  | Friedrich Julius von Mützschefall               | königlich-preußischer Generalmajor, Chef des Garnisonsregiments Nr. 2 | 68    |       |
| 8. August  | Albrecht Heinrich von Braunschweig-Wolfenbüttel | Prinz von Braunschweig, preußischer Offizier                          | 19    |       |
| 14. August | Birgitte Christine Kaas                         | dänisch-norwegische Poetin, Kirchenlieddichterin und Übersetzerin     | 78    |       |
| 18. August | François Gaspard Adam                           | französischer Bildhauer                                               | 51    |       |
| 20. August | Diego Girolamo Maderni                          | Schweizer Kapuziner                                                   |       |       |
| 20. August | Christoph Ludwig II. zu Stolberg-Stolberg       | regierender Graf der Grafschaft Stolberg-Stolberg                     | 58    |       |
| 22. August | Emmanuel Thumbé                                 | Schweizer römisch-katholischer Geistlicher                            | 49    |       |
| 25. August | Johann Georg Geret                              | deutscher evangelischer Theologe und Pädagoge                         | 67    |       |
| 30. August | Joseph Dominikus von Lamberg                    | Fürstbischof von Passau                                               | 81    |       |

## September
| Tag           | Name                            | Beruf, bekannt als                                                                                                   | Alter | Beleg |
| ------------- | ------------------------------- | --- | ----- | ----- |
| 3. September  | Johann Siegismund von Lattorff  | preußischer Generalmajor, Chef des Infanterie-Regiments Nr. 1, Amtshauptmann zu Rein und Erbherr von Großen-Salza    | 62    |       |
| 4. September  | Johann Karl Droste zu Senden    | Domherr in Münster und königlicher Regierungspräsident                                                               | 68    |       |
| 4. September  | Otto Christian von Lohenschiold | deutscher Hochschullehrer, Professor für Geschichte an der Universität Tübingen                                      | 41    |       |
| 7. September  | Johann Wolfgang Baumgartner     | österreichisch-deutscher Maler                                                                                       |       |       |
| 8. September  | Bernard de Bélidor              | französischer Militär-Ingenieur und -Architekt                                                                       |       |       |
| 8. September  | Charlotte Elisabeth Nebel       | deutsche Kirchenlieddichterin und Erbauungsschriftstellerin                                                          | 34    |       |
| 9. September  | Charles O’Brien de Clare        | französischer Militär                                                                                                | 62    |       |
| 11. September | Mattheus Rodde                  | Kaufmann und Bürgermeister der Hansestadt Lübeck                                                                     |       |       |
| 12. September | Michael Lorenz von Pirch        | kurfürstlich sächsischer Generalleutnant                                                                             | 73    |       |
| 12. September | Andreas Florens Rivinus         | deutscher Rechtswissenschaftler                                                                                      | 60    |       |
| 17. September | Georg Matthias Bose             | deutscher Physiker und Astronom                                                                                      | 50    |       |
| 17. September | Georg Wolfgang Knorr            | deutscher Paläontologe und Graveur                                                                                   | 55    |       |
| 18. September | Joachim Nikolaus von Dessin     | deutscher Adeliger, in Kapstadt der Grundsteinleger für die Gründung der ersten öffentlichen Bibliothek in Südafrika |       |       |
| 18. September | Anselm Meiller                  | deutscher Historiograph, Benediktiner, Abt des Klosters Ensdorf                                                      | 83    |       |
| 19. September | Pieter van Musschenbroek        | niederländischer Naturwissenschaftler                                                                                | 69    |       |
| 21. September | Jakob Levin von Plessen         | schwedischer Oberhofmarschall und Domherr zu Lübeck, Exzellenz                                                       | 60    |       |
| 21. September | Ludwig Philipp von Röbel        | preußischer Generalmajor, Chef des Infanterieregiments S55                                                           |       |       |
| 25. September | Carl Wilhelm von Bredow         | königlich preußischer Generalmajor, Chef eines Garnisonsregiments, Kommandant von Stettin                            |       |       |
| 26. September | Martin Spangberg                | dänischer Entdeckungsreisender                                                                                       | 64    |       |
| 28. September | Johann Friedrich Gregorius      | evangelischer Theologe und Kirchenlieddichter                                                                        | 64    |       |
| 29. September | Angelo Maria Scaccia            | italienischer Komponist und Geiger                                                                                   |       |       |

## Oktober
| Tag         | Name                        | Beruf, bekannt als                                                          | Alter | Beleg |
| ----------- | --------------------------- | --------------------------------------------------------------------------- | ----- | ----- |
| 2. Oktober  | Kelemen Mikes               | Kammerdiener, Sekretär und engster Vertrauter des Fürsten Franz II. Rákóczi | 71    |       |
| 3. Oktober  | Johann Adolph von Ahlefeldt | Adliger Gutsherr und Träger des Dannebrog- und des Elefanten-Ordens         | 81    |       |
| 9. Oktober  | Johan Abraham Lillie        | schwedischer Freiherr und Oberst der schwedischen Armee                     | 85    |       |
| 9. Oktober  | Carl Wilhelm von Massenbach | preußischer Leutnant, Capitain und Landrat                                  | 47    |       |
| 10. Oktober | Franz Egon von Fürstenberg  | Domdechant und Generalvikar in Münster                                      | 58    |       |
| 11. Oktober | Carl von Mardefeld          | hessischer Generalmajor                                                     | 77    |       |
| 15. Oktober | Johann Georg Walther        | deutscher Pädagoge und Rhetoriker                                           | 53    |       |
| 18. Oktober | Friedrich Karl              | Herzog des Herzogtums Schleswig-Holstein-Plön                               | 55    |       |
| 22. Oktober | Ludwig Georg Simpert        | Markgraf von Baden-Baden                                                    | 59    |       |
| 24. Oktober | Mary Roberts                | amerikanische Miniaturmalerin                                               |       |       |
| 25. Oktober | Alexander Pellhammer        | deutscher Zisterzienser und Abt des Klosters Fürstenfeld                    | 66    |       |
| 25. Oktober | Christian Ludwig Scheidt    | deutscher Dichter und Rechtswissenschaftler                                 | 52    |       |
| 28. Oktober | Franz Anton Pilgram         | österreichischer Architekt des Barock                                       | 62    |       |

## November
| Tag          | Name                                         | Beruf, bekannt als                                           | Alter | Beleg |
| ------------ | -------------------------------------------- | ------------------------------------------------------------ | ----- | ----- |
| 6. November  | Christiane Charlotte von Nassau-Ottweiler    | Gräfin von Nassau-Saarbrücken, Landgräfin von Hessen-Homburg | 76    |       |
| 10. November | Caspar Ludwig Momartz                        | Diplomat und Schriftsteller                                  | 65    |       |
| 15. November | Louis-Joseph Gaultier de La Vérendrye        | frankokanadischer Entdecker und Pelzhändler                  | 44    |       |
| 15. November | Giovanni Poleni                              | italienischer Mathematiker und Astronom                      | 78    |       |
| 16. November | Jean-Jacques Desandrouin                     | Glas- und Metallhersteller                                   | 80    |       |
| 16. November | Justus Siegmund von Dyhrn und Schönau        | preußischer Landrat                                          | 72    |       |
| 18. November | Ferdinand Wilhelm von der Recke zu Steinfurt | kurkölnischer Kämmerer und Domherr in Münster                | 54    |       |
| 21. November | Joshua Ward                                  | englischer Quacksalber und Chemiker                          |       |       |
| 24. November | Grigori Akinfijewitsch Demidow               | russischer Unternehmer, Botaniker und Mäzen                  | 45    |       |
| 30. November | John Dollond                                 | englischer Teleskopbauer                                     | 55    |       |
| November     | Ehrentreich Friedrich von Aschersleben       | königlich preußischer Generalmajor                           |       |       |

## Dezember
| Tag          | Name                                            | Beruf, bekannt als                                                                     | Alter | Beleg |
| ------------ | ----------------------------------------------- | -------------------------------------------------------------------------------------- | ----- | ----- |
| 2. Dezember  | Georg Leberecht von Wilcke                      | sächsischer Jurist und Hofrat                                                          | 62    |       |
| 3. Dezember  | Adolf Jasper von Ahlefeldt                      | Domherr zu Lübeck, Gutsherr der holsteinischen Güter Jersbek und Stegen                | 49    |       |
| 8. Dezember  | Otto Hans Carl von Parsenow                     | Direktor der Kriegs- und Domänenkammer zu Minden                                       |       |       |
| 8. Dezember  | Johann Bernhard Quistorp                        | deutscher Mediziner                                                                    | 69    |       |
| 10. Dezember | Johann Georg Platzer                            | österreichischer Maler im Barock                                                       | 57    |       |
| 14. Dezember | Karl Friedrich II.                              | Herzog von Württemberg-Oels                                                            | 71    |       |
| 19. Dezember | Johann Martin Wenck                             | deutscher Pädagoge                                                                     | 57    |       |
| 22. Dezember | Christoph Pantzner                              | mährisch-österreichischer Orgelbauer                                                   |       |       |
| 23. Dezember | Lelio Carafa                                    | Militärperson                                                                          |       |       |
| 24. Dezember | Mathias Bahil                                   | ungarischer reformierter Geisticher                                                    | 55    |       |
| 25. Dezember | Dorothea von Schleswig-Holstein-Sonderburg-Beck | Prinzessin von Schleswig-Holstein-Sonderburg-Beck, Markgräfin von Brandenburg-Bayreuth | 76    |       |

## Datum unbekannt
| Tag               | Name                               | Beruf, bekannt als                                                       | Alter | Beleg |
| ----------------- | ---------------------------------- | ------------------------------------------------------------------------ | ----- | ----- |
|                   | Christian Ferdinand Abel           | deutscher Gambenvirtuose des Barock                                      |       |       |
|                   | Carl Fredrik Adler                 | schwedischer Naturforscher und Arzt                                      |       |       |
|                   | Johann Julius Anckelmann           | deutscher Jurist und Oberaltensekretär der Freien und Hansestadt Hamburg |       |       |
|                   | Friedrich Wilhelm von Arnim        | preußischer Major                                                        |       |       |
|                   | Wenzel Ignaz Brasch                | deutscher Maler und Kupferstecher böhmischer Abstammung                  |       |       |
|                   | Adam Heinrich Dresig               | deutscher Altphilologe, Pädagoge und Rektor                              |       |       |
|                   | Christoph Friedrich Fein           | deutscher evangelischer Prediger                                         |       |       |
|                   | Johann Michael Franz               | deutscher Geograph                                                       |       |       |
|                   | Johann Herbst                      | deutscher Kunst- und Kirchenmaler                                        |       |       |
|                   | Pierre Hugard                      | französischer Komponist und Chorleiter                                   |       |       |
|                   | Jacques de Lajoue                  | französischer Kunstmaler und Dekorateur                                  |       |       |
|                   | Christian Gottlieb Lieberkühn      | deutscher Schriftsteller und Übersetzer                                  |       |       |
| Anfang des Jahres | Detlof Gustav Friedrich von Linden | preußischer Kriegs- und Domänenrat, Gesandter in Schweden                |       |       |
|                   | Franz Joseph Mangoldt              | deutscher Bildhauer                                                      |       |       |
|                   | Ludwig Georg Mieg                  | deutscher Prediger und Theologe                                          |       |       |
|                   | Joseph Ferdinand Müller            | deutscher Theaterprinzipal und Komödiant                                 |       |       |
|                   | Antoine Penchenier                 | französischer Arzt und Enzyklopädist                                     |       |       |
|                   | Johann Pfeiffer                    | deutscher Komponist, Violinist und Kapellmeister des Spätbarock          |       |       |
|                   | August Querfurt                    | deutscher Genremaler                                                     |       |       |
|                   | Gotthard Schuster                  | deutscher lutherischer Theologe und Kirchenlieddichter                   |       |       |
|                   | Herman Ulphilas                    | deutscher Naturforscher                                                  |       |       |
|                   | Samuel Walker                      | britischer Geistlicher der Church of England                             |       |       |
|                   | Joseph Whipple III                 | britischer Händler und Politiker                                         |       |       |